# Кендзьор Ярослав Михайлович

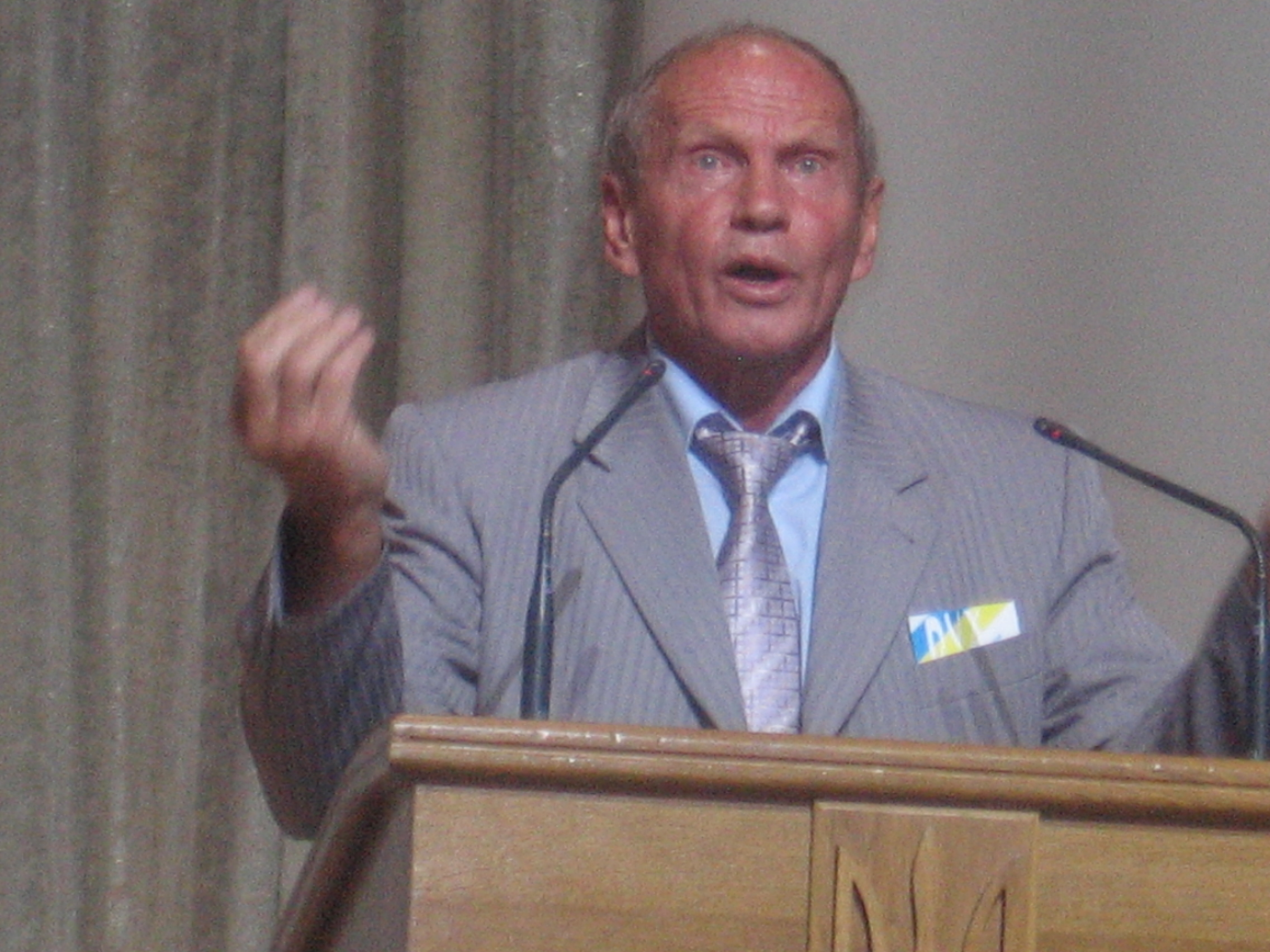
Я. М. Кендзьор, 2009 р.

Яросла́в Миха́йлович Ке́ндзьор (нар. 12 липня 1941, Солонка, Пустомитівський район, Львівська область) — український політик правого спрямування. Народний депутат України шести скликань. Учасник дисидентського руху в УРСР.

## Життєпис
Народився в селянській родині. Після ПТУ служив в армії СРСР.
Освіта: Львівський державний університет імені Івана Франка, факультет журналістики (1963—1966). З 1963 — студент, у травні 1966 — відрахований зі Львівського університету та членів КПУ за контакти з дисидентами — Іваном Світличним, В'ячеславом Чорноволом та іншими. Не маючи роботи за фахом, удавався до випадкових заробітків.
Львівський інститут фізичної культури (1968—1976, заочний відділ). З 1968 — інструктор зі спорту, облрада ДСТ «Авангард».
З 1970 — залучений В'ячеславом Чорноволом до видання нелегального журналу «Український вісник».
1972 року позбавлений роботи й відрахований з інституту; працював слюсарем «Сільенерго»; з 1974 — на попередній роботі в ДСТ та в інституті. Був членом ради обласної філії УГС, член пресових служб УГС, НРУ, «Меморіалу». 09.1998-1999 — головний редактор газети «Час».

## Парламентська кар'єра
Народний депутат України 1-го скликання з 03.1990 (1-й тур) до 04.1994, Сокальський виборчий округ № 278, Львівська область. Входив до Народної ради. На час виборів: Енергетичне ВО «Львівенерго», голова ради об'єднаного колективу фізкультури. 1-й тур: з'явилось 92.2 %, за 53.8 %. 5 суперн., (осн. — І. Ф. Джурляк, 1-й тур — 8.5 %).
Народний депутат України 2-го скликання з 03.1994 (1-й тур) до 04.1998, Сокальський виборчий округ № 280, Львівська область. Голова підкомітету у справах релігій та міжконфесійних відносин Комітету з питань культури і духовності. Член фракції НРУ. На час виборів: ВР України, заступник голови Комісії з питань культури. 1-й тур: з'явилось 94 %, за 57.13 %. 8 суперників, (осн. — Навроцький В. О., 1-й тур — 14.74 %).
03.1998 — кандидат в народні депутати України, виборчий округ № 124, Львівська область. З'явилось 74.5 %, за 24.7 %, 2 місце з 12 претендентів. На час виборів: народний депутат України, член НРУ. 03.1998 — кандидат в народні депутати України від НРУ, № 44 в списку.
Народний депутат України 3-го скликання 03.1999-04.2002 від НРУ, № 44 в списку. На час виборів: народний депутат України, член НРУ. Член фракції НРУ (першої) (з 03.1999; з 04.2000 — фракція НРУ). Член Комітету з питань культури і духовності (з 03.1999).
Народний депутат України 4-го скликання з квітня 2002 до квітня 2006 Блоку Віктора Ющенка «Наша Україна», № 48 в списку. На час виборів: народний депутат України, член НРУ. Член фракції «Наша Україна» (травень 2002 — вересень 2005), уповноважений представник фракції НРУ (з вересня 2005). Член Комітету з питань культури і духовності (з червня 2002).
Народний депутат України 5-го скликання з квітня 2006 до червня 2007 від Блоку «Наша Україна», № 59 в списку. На час виборів: народний депутат України, член НРУ. Член фракції Блоку «Наша Україна» (з квітня 2006). Голова підкомітету у справах релігій Комітету з питань культури і духовності (з липня 2006). Склав депутатські повноваження 15 червня 2007.
Народний депутат України 6-го скликання з грудня 2007 до грудня 2012 від Блоку «Наша Україна — Народна самооборона», № 78 в списку. На час виборів: тимчасово не працював, член НРУ. Член фракції Блоку «Наша Україна — Народна самооборона» (з грудня 2007). Заступник голови Комітету з питань культури і духовності (з грудня 2007).
26 січня 2009 року Ярослава Кендзьора було виключено з лав НРУ.

## Родина
Дружина — Любов, працівник Фізико-механічного інституту НАН України; дочка Соломія (нар. 1968); син Остап (нар. 1983).

## Нагороди
- Медаль «13 січня» (за висвітлення Вільнюських подій 11.-13 січня 1991).
- Орден князя Ярослава Мудрого V ступеня (09.2006)[8].
- Відзнака Президента України — ювілейна медаль «25 років незалежності України» (2016).[9]

## Інтерв'ю
- Ольга Москалюк, Оксана Перевозна. «Список опозиції перенасичений кадебістами» // Газета по-українськи, № 78 (1425), 1.06.2012